# Carolina Beach
Carolina Beach is een plaats (town) in de Amerikaanse staat North Carolina, en valt bestuurlijk gezien onder New Hanover County.

## Demografie
Bij de volkstelling in 2000 werd het aantal inwoners vastgesteld op 4701.
In 2006 is het aantal inwoners door het United States Census Bureau geschat op 5625, een stijging van 924 (19,7%).

## Geografie
Volgens het United States Census Bureau beslaat de plaats een oppervlakte van
6,3 km², waarvan 5,8 km² land en 0,5 km² water. Carolina Beach ligt op ongeveer 3 m boven zeeniveau.

## Plaatsen in de nabije omgeving
De onderstaande figuur toont nabijgelegen plaatsen in een straal van 16 km rond Carolina Beach.